# Confine tra Colombia e Venezuela
Il confine tra la Colombia e il Venezuela è un confine internazionale di 2219 km che separa i territori della Colombia e del Venezuela, con un totale di 603 pietre di confine che delimitano la linea. È il confine più esteso per entrambi i paesi.

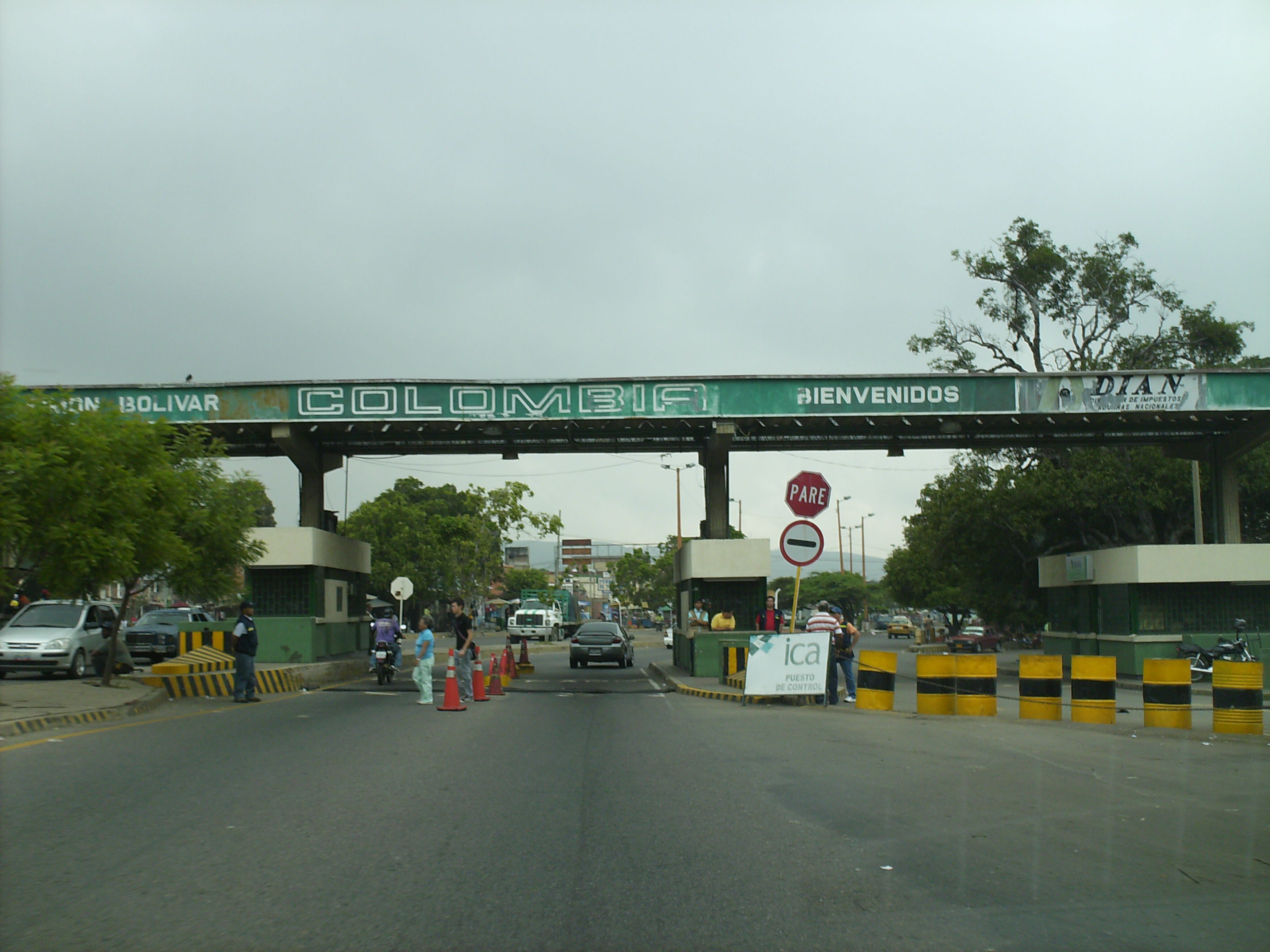
Il confine tra la Colombia e il Venezuela

Il confine, almeno nella sua parte terrestre, fu essenzialmente delimitato da due trattati: il Lodo arbitrale spagnolo della regina Maria Cristina del 1891 e il Trattato dei limiti e della Navigazione fluviale del 1941. Tuttavia esiste ancora oggi una disputa per la definizione del confine nel Golfo del Venezuela, che provoca ancora scontri diplomatici tra i due paesi.
Nell'agosto 2015, due soldati venezuelani sono rimasti feriti durante uno scontro con presunti contrabbandieri colombiani spingendo il presidente venezuelano Nicolás Maduro a chiudere gran parte del confine, eccetto nello stato di Táchira.

## Città di confine
Colombia

- Paraguachón, Maicao, Manaure del Cesar, Codazzi, Becerril, Tibú, Puerto Santander, Cúcuta, Villa del Rosario, Ragonvalia, Herrán, Cubará, Saravena, Arauquita, Arauca, Puerto Carreño, San José de Maipures, Inírida, Cacahual, Puerto Colombia, San Felipe, La Guadalupe.

 Venezuela

- Paraguaipoa, Las Cruces, Casigua El Cubo, La Fría, San Juan de Colón, Ureña, San Antonio del Táchira, San Cristóbal, Rubio, Delicias, Guasdualito, El Amparo, Elorza, Puerto Páez, Puerto Ayacucho, Isla Ratón, San Fernando de Atabapo, Maroa, San Carlos de Río Negro.

## Fiumi di confine
I principali fiumi che attraversano o fanno parte del confine sono: 
- Río de Oro
- Catatumbo
- Fiume San Pedro
- Fiume Táchira
- Fiume Nula
- Fiume Arauca
- Meta
- Fiume Orinoco
- Rio Negro